# Alberto Soria
Pour les articles homonymes, voir Soria (homonymie).
Alberto Soria Ortega (né le 10 mars 1906 à Lima au Pérou et mort à une date inconnue) était un joueur international péruvien de football.

## Biographie
Surnommé el Doctor, Alberto Soria joue en défense pendant l'essentiel de sa carrière au sein de l'Alianza Lima, sauf en 1933 lorsqu'il rejoint le rival honni de l'Universitario de Deportes. Il sera quatre fois champion du Pérou sous le maillot de l'Alianza (voir palmarès).
Il joue aussi en international avec le Pérou, appelé par le sélectionneur Francisco Bru avec 21 autres joueurs péruviens, où il participe à la Coupe du monde 1930 en Uruguay. Son pays tombe dans le groupe C avec la Roumanie et le futur vainqueur et hôte, l'Uruguay. Il ne joue qu'un seul match pendant ce mondial.

## Palmarès
Alianza Lima
- Championnat du Pérou (4) :
  - Champion : 1927, 1928, 1931 et 1932.